# Келлнер, Нарелл
Нарелл Келлнер (англ. Narelle Kellner; 18 октября 1934 — 20 декабря 1987) — австралийская шахматистка, международный мастер (1977) среди женщин.
В составе сборной Австралии участница 4-х Олимпиад (1972, 1976—1978, 1984). Участница межзональных турниров (1976 — Тбилиси, 1979 — Аликанте).